# وزارة الصحة (غينيا)
وزارة الصحة هي وزارة تابعة لحكومة غينيا، ويقع مقرها الرئيسي في العاصمة كوناكري.
اعتبارًا من 2019, وزير الصحة هو العقيد ريمي لاما.